# Wim Kelleners
Wim Kelleners (* 9. Mai 1950 in Heerlen) ist ein ehemaliger niederländischer Radrennfahrer.

## Sportliche Laufbahn
Kelleners war im Straßenradsport aktiv und Mitglied der Nationalmannschaft. Als Amateur gewann er 1971 den Prolog und eine Etappe in der Jugoslawien-Rundfahrt. Die Tour de l’Avenir beendete er nicht. In der Tour du Loir et Cher kam er hinter Jean-Pierre Guitard auf den 2. Platz. In der nationalen Straßenmeisterschaft wurde er Vizemeister hinter Jan Spetgens. 1972 gewann er den Titel vor Spetgens. 
1972 wurde er Berufsfahrer im deutschen Radsportteam Rokado und blieb bis 1977 Radprofi. Er gewann einige Kriterien. 1973 wurde er Dritter im Omloop Mandel. Die Tour de France 1973 beendete er nicht.